# Харківська сільська рада (Маньківський район)
Харківська сільська́ ра́да — колишня адміністративно-територіальна одиниця та орган місцевого самоврядування в Маньківському районі Черкаської області. Адміністративний центр — село Харківка.

## Загальні відомості
- Населення ради: 708 осіб (станом на 2001 рік)

## Населені пункти
Сільській раді були підпорядковані населені пункти:
- с. Харківка
- с. Мала Маньківка

## Склад ради
Рада складалась з 12 депутатів та голови.
- Голова ради: Щур Юрій Миколайович
- Секретар ради: Бондаренко Валентина Миколаївна

### Керівний склад попередніх скликань
| Прізвище, ім'я, по батькові | Основні відомості                                                         | Дата обрання | Дата звільнення |
| --------------------------- | ------------------------------------------------------------------------- | ------------ | --------------- |
| Щур Юрій Миколайович        | Сільський голова, 1961 року народження, освіта вища, член Народної партії | 26.03.2006   | 31.10.2010      |
| Щур Юрій Миколайович        | Сільський голова, 1961 року народження, освіта вища, член Народної партії | 31.10.2010   |                 |

Примітка: таблиця складена за даними сайту Верховної Ради України

### Депутати
За результатами місцевих виборів 2010 року депутатами ради стали:

#### За суб'єктами висування
| Суб'єкт висування                                       | Кількість обраних депутатів | %    |
| ------------------------------------------------------- | --------------------------- | ---- |
| Самовисування                                           | 4                           | 33,3 |
| Партія регіонів                                         | 3                           | 25   |
| Політична партія Всеукраїнське об'єднання «Батьківщина» | 3                           | 25   |
| Комуністична партія України                             | 1                           | 8,3  |
| Народна партія                                          | 1                           | 8,3  |

#### За округами
| № округу                                                | Прізвище, ім'я, по батькові      | Дата визнання обраним | Освіта             | Партійна приналежність                        | Відомості про обраного депутата                                   |
| ------------------------------------------------------- | -------------------------------- | --------------------- | ------------------ | --------------------------------------------- | ----------------------------------------------------------------- |
| Комуністична партія України                             |                                  |                       |                    |                                               |                                                                   |
| 2                                                       | Капустинський Анатолій Антонович | 05.11.2010            | середня            | член Комуністичної партії України             | Пейсіонер                                                         |
| Народна Партія                                          |                                  |                       |                    |                                               |                                                                   |
| 5                                                       | Цибулька Михайло Іванович        | 05.11.2010            | середня спеціальна | член Народної партії                          | Філія "Харківка ТОВ «Дзензелівське», різноробочий                 |
| Партія регіонів                                         |                                  |                       |                    |                                               |                                                                   |
| 9                                                       | Блащук Валентина Володимирівна   | 05.11.2010            | середня            | член Партії регіонів                          | ВПЗ с. Тимошівка, начальник                                       |
| 11                                                      | Драюк Оксана Вікторівна          | 05.11.2010            | вища               | член Партії регіонів                          | тимчасово не працює                                               |
| 12                                                      | Царук Сергій Леонідович          | 05.11.2010            | вища               | член Партії регіонів                          | фермерське господарство «Віра», працівник                         |
| Політична партія Всеукраїнське об'єднання «Батьківщина» |                                  |                       |                    |                                               |                                                                   |
| 3                                                       | Сидоренко Галина Петрівна        | 05.11.2010            | середня спеціальна | член Всеукраїнського об'єднання «Батьківщина» | тимчасово не працює                                               |
| 4                                                       | Берчук Валентина Леонідівна      | 05.11.2010            | середня            | член Всеукраїнського об'єднання «Батьківщина» | ФП с. Харківка, молод ша медична сестра                           |
| 8                                                       | Рашевська Жанна Олексіївна       | 05.11.2010            | середня            | член Всеукраїнського об'єднання «Батьківщина» | ТОВ «Червоного хреста», медична сестра                            |
| Самовисування                                           |                                  |                       |                    |                                               |                                                                   |
| 1                                                       | Бондаренко Валентина Миколаївна  | 05.11.2010            | вища               | позапартійна                                  | Сільська рада, секретар                                           |
| 6                                                       | Ніколенко Галина Іванівна        | 05.11.2010            | середня            | позапартійна                                  | ВПЗ с. Харківка, начальник                                        |
| 7                                                       | Самелюк Олена Дмитрівна          | 05.11.2010            | вища               | позапартійна                                  | Май ьків-ськи й РВГ УМВ С, старший інспектор з режиму секретності |
| 10                                                      | Завірюха Павло Іванович          | 05.11.2010            | середня            | позапартійний                                 | Магазин, приватний підприємець                                    |